# Notizie da un'isoletta
Notizie da un'isoletta (titolo originale Notes from a Small Island) è un libro del giornalista e scrittore statunitense Bill Bryson, edito in originale nel 1995 e pubblicato in Italia da Ugo Guanda Editore nel 2004. Vi narra con toni umoristici di un suo viaggio compiuto attraverso la Gran Bretagna a piedi o facendo uso per quanto possibile di mezzi pubblici.

## Contenuto
Dopo quasi vent'anni trascorsi in terra inglese, lo scrittore e giornalista Bill Bryson ha deciso di tornare negli Stati Uniti. Ma prima vuole compiere un ultimo viaggio attraversando lo straordinario paese che in questi anni ha imparato ad amare e rispettare, anche e soprattutto nei suoi aspetti più originali e talvolta sconcertanti. Partendo da Dover, la città che tempo prima lo vide sbarcare pieno di speranze ed aspettative, lasciandogli però alcuni ricordi non del tutto piacevoli. Da qui il treno lo porta a Londra, città di estensione tale da mettere in difficoltà anche i creativi ed orgogliosi tassisti locali, e che lo spinge a ricordare il periodo trascorso lavorando nel glorioso Times, all'epoca portato sull'orlo del fallimento da un eccesso di liberalismo nello stipendiare un numero esorbitante di dipendenti di discutibile utilità.
Lasciata la capitale, Bryson raggiunge Windsor, per un doveroso giro dello splendido Great Park, per poi spostarsi a Virginia Water, località dove per la prima volta ottenne un impiego lavorativo, occasione per l'incontro con la donna che è diventata la sua legittima consorte e madre dei suoi figli. Tappa successiva la dignitosa Bournemouth, località balneare per amanti dei bagni gelidi, quindi Salisbury, base per l'immancabile puntata ai megaliti di Stonehenge. A questo punto il nostro eroe decide di tentare di realizzare un vecchio progetto, percorrere a piedi le coste del Dorset. Ma il tempo atmosferico e l'altimetria si rivelano avversari alquanto ostici, e così, malgrado gli splendidi panorami che si alternano tra spiagge e villaggi più o meno accoglienti, il prode viandante decide che in certi casi, quattro ruote sono quello che ci vuole.
Arrivato ad Exeter, e dopo un infruttuoso tentativo di raggiungere il Somerset seguendo la costa settentrionale del Devon, la sorte lo porta prima a Weston-super-Mare, dove incorre in una spiacevole disavventura, e quindi a Monmouth. E dopo una perigliosa camminata lungo la valle del Wye, ecco Oxford, che fornisce l'occasione per una riflessione su una certa cultura accademica, e sulla bruttura architettonica di alcuni edifici, ancor più orrendi in un ambito così glorioso. Noleggiata un'auto, unico mezzo per poter muoversi nella zona dei Cotswolds, Bryson raggiunge la scintillante Woodstock dove visita il suggestivo parco del Blenheim Palace, trovando il tempo per una visita al vicino cimitero dove è sepolto Winston Churchill. Quindi passa per Broadway, Snowshill e Cirencester, per un tuffo nell'epoca in cui i romani vivevano in queste terre. Un brusco salto lo riporta ai nostri tempi, a Milton Keynes, new town labirintica ed anonima, che lascia senza rimpianti, per ripartire da Reach, punto di inizio del misterioso Devil's Dyke.
Meno suggestiva si rivela invece Cambridge, mentre inaspettatamente piacevoli si rivelano Retford e Worksop, nelle cui vicinanze si trova Welbeck Abbey, curioso monumento alla misantropia del quinto duca di Portland. Anche la vicina Lincoln si rivela interessante, molto più della desolante Bradford dove però l'autore si reca per un fine ben preciso: assistere all'unico spettacolo mondiale di Cinerama ancora esistente, occasione per un esaltante ritorno al passato. E dopo una doverosa sosta a casa propria, il nostro uomo visita Saltaire, villaggio industriale modello, oggi molto cambiato, per la scomparsa comune a tutta la regione dell'industria manifatturiera, con relativo declino economico. Un problema ben visibile dal treno diretto a Manchester, città a sua volta incerta tra recupero di un recente passato e incerte prospettive di futuro. Dubbi che invece a Wigan, adottata da Orwell in suo libro come simbolo del degrado e della povertà, sembrano essere stati risolti in modo soddisfacente. Meno bene sembra passarsela Liverpool, un tempo porto trafficato ed ora in deciso declino, che però si sa riscattare coi suoi accoglienti pub.
Port Sunlight, equivalente locale di Saltaire, si rivela meritevole di una visita, da cui ripartire per prendere un treno verso Llandudno, gradevole cittadina balneare, ma che in inverno può risultare alquanto umida. Fatto che può rendere molto penoso il viaggio nella suggestiva Snowdonia, tanto che raggiunto Blaenau Ffestiniog, il nostro volenteroso viandante preferisce filarsela verso Porthmadog, e da qui raggiungere Ludlow via treno. Mezzo che lo porta a Manchester e quindi a Blackpool, cittadina costiera che gode un considerevole quanto inspiegabile successo turistico, fortuna che non rischia la vicina Morecambe. Più facile per l'autore spiegare la popolarità di cui gode il Lake District, con gli incantevoli paesaggi che si possono godere sulle sponde del Windermere, o dalle cime circostanti come il Bow Fell.
Tappa successiva Durham, per visitare la stupenda cattedrale normanna, e quindi Ashington, in passato grosso centro minerario in cui erano nate iniziative culturali sorprendenti, tra cui un circolo di volenterosi artisti, i Pitmen Painters. Ma è tempo di passare in Scozia, dall'affascinante Edimburgo, dove però l'autore ritrova i segni del passaggio nefasto dell'ossessiva volontà di rinnovamento edilizio che porta a sostituire palazzi storici con orrori moderni. Va peggio ad Aberdeen, che si rivela alquanto scialba, mentre le cose si raddrizzano ad Inverness. E da qui la strada ferrata porta Bryson a Thurso, capolinea e punto di partenza per raggiungere John o' Groats e Dunnet Head, ultime sentinelle settentrionali dell'isola. Non rimane quindi che fare ritorno verso casa, passando magari per l'emozionante Glasgow, meritevole di una sosta. Raggiunto Carlisle, punto d'inizio della ferrovia che porta a Settle, e quindi a casa, tra i suggestivi Dales, al viandante non resta che fare un bilancio, giungendo alla conclusione che in un paese del genere tocca prima o poi tornare.

## Edizioni
- Bill Bryson, Notizie da un'isoletta, traduzione di Sonia Pendola, Guanda, 2004  [1995], ISBN 88-8246-514-4.